# Palmhurst (Texas)
Palmhurst es una ciudad ubicada en el condado de Hidalgo en el estado estadounidense de Texas. En el Censo de 2010 tenía una población de 2.607 habitantes y una densidad poblacional de 221,13 personas por km².

## Geografía
Palmhurst se encuentra ubicada en las coordenadas 26°15′29″N 98°17′43″O / 26.25806, -98.29528. Según la Oficina del Censo de los Estados Unidos, Palmhurst tiene una superficie total de 11.79 km², de la cual 11.79 km² corresponden a tierra firme y (0%) 0 km² es agua.

## Demografía
Según el censo de 2010, había 2.607 personas residiendo en Palmhurst. La densidad de población era de 221,13 hab./km². De los 2.607 habitantes, Palmhurst estaba compuesto por el 94.48% blancos, el 0.65% eran afroamericanos, el 0.23% eran amerindios, el 0.81% eran asiáticos, el 0% eran isleños del Pacífico, el 3.41% eran de otras razas y el 0.42% pertenecían a dos o más razas. Del total de la población el 78.71% eran hispanos o latinos de cualquier raza.

## Educación
El Distrito Escolar Consolidado Independiente de Mission sirve a muchas partes de Palmhurst, y el Distrito Escolar Independiente de Sharyland sirve a la parte este de Palmhurst.
La Escuela Primaria Hurla M. Midkiff sirve a la mayoría del parte de Mission CISD, la primaria Waitz en Alton y la primaria Escobar/Rios en una área no incorporada sirven a otras partes de Palmhurst. La Escuela Secundaria R. Cantu en Palmhurst sirve a las áreas de la primaria Midkiff, y la Escuela Secundaria Alton Memorial sirve a las áreas de las primarias de Escobar/Rios y Waitz. La Escuela Preparatoria Mission y la Escuela Preparatoria Veterans Memorial en Mission sirven a partes de Palmhurst.
La Escuela Primaria John H. Shary en Mission, la Escuela Primaria Donna Wernecke en McAllen y la Escuela Primaria Jessie L. Jensen en Acton sirven a partes de la sección de Sharyland ISD en Palmhurst. La Escuela Secundaria North en McAllen y la Escuela Preparatoria Sharyland Pioneer en una área no incorporada sirven a todos de las partes de la sección de Sharyland ISD en Palmhurst.